# リーカー ザ・ライジング
『リーカー ザ・ライジング』（原題：No Man's Land: The Rise of Reeker）は、アメリカ合衆国のホラー映画。

## あらすじ
マカリスター副保安官はパトロール中に通りかかった小屋から大量の死体を発見した。彼の懸命な捜査により犯人は捕まり、処刑され、事件は一件落着かに思われた。
それから長い時間がたった現代、ベテラン刑事となったマカリスターは強盗犯を発見するも、銃撃戦の末強盗犯は逃亡した。
マカリスターはその強盗を追うが、その先にはかつて彼がガス室送りにした大量殺人犯の影がちらついていた。

## キャスト
| 役名                         | 俳優                           | 日本語吹替 |
| ---------------------------- | ------------------------------ | ---------- |
| ハリス・マカリスター副保安官 | マイケル・ミューニー           | 本田裕之   |
| マヤ                         | マーセア・モンロー             | 里郁美     |
| ビンキー                     | デズモンド・アスキュー         | 金子修     |
| アレックス                   | スティーヴン・マルティネス     | 神島正和   |
| アリソン                     | ヴァレリー・クルス             | 亜波頼子   |
| ヒッチハイカー               | リュー・テンプル               |            |
| リード・マカリスター保安官   | ロバート・パイン               | 板取政明   |
| セールスマン                 | マイケル・ロバート・ブランドン | 里卓哉     |
| 精神科医                     | バージャ＝リン                 | 喜代原まり |
| 少年                         | コルトン・シャーズ             | 喜代原まり |
| ラビ                         | シェリー・デサイ               | 岡哲也     |